# Neoribates erectus
Neoribates erectus är en kvalsterart som först beskrevs av Balogh och Sandór Mahunka 1969.  Neoribates erectus ingår i släktet Neoribates och familjen Parakalummidae. Inga underarter finns listade i Catalogue of Life.